# James Dutton
James Patrick Dutton, Jr. (Eugene, 20 de novembro de 1968) é um astronauta norte-americano e coronel da USAF. 
Formado em engenharia aeroespacial pela Academia da Força Aérea dos Estados Unidos, o piloto-aviador participou de mais de cem horas de vigilância aérea no Iraque, no período da ajuda da força de coalizão aos curdos e de vigilância da zona aérea de exclusão sobre o país, pilotando um F-15 Eagle.
Em 2000, formou-se como piloto de testes na Escola de Piloto de Teste da Força Aérea dos Estados Unidos. Entre agosto de 2002 e junho de 2004, ele acumulou 350 horas de voo com  o novo jato de combate norte-americano, o Lockheed Martin F-22 Raptor.

## NASA
Dutton foi selecionado pela NASA em 2004, e dois anos dois foi qualificado como piloto do ônibus espacial. Depois de servir como CAPCOM - controlador de comunicações em terra - da missão STS-123 Endeavour em março de 2008, ele foi ao espaço pela primeira vez em abril de 2010, como piloto da missão STS-131 Discovery, para uma missão com a duração de duas semanas.